# Brayopsis calycina
Brayopsis calycina là một loài thực vật có hoa trong họ Cải. Loài này được (Desv.) Gilg & Muschl. mô tả khoa học đầu tiên năm 1909.